# Eugenio Velasco Morandé
Carlos Eugenio Gerardo Cristián Velasco Morandé (Santiago, 17 de octubre de 1939-Santiago, 5 de enero de 2019) fue un ingeniero, empresario, dirigente gremial, atleta chileno y presidente de la Cámara Chilena de la Construcción (CChC).

## Biografía
Durante su niñez repartió su tiempo entre sus deberes en la capital y el campo que mantenía su familia en la región de La Araucanía, en la zona centro-sur del país.
Egresó del Colegio San Ignacio de la capital y en 1963 obtuvo su título de ingeniero por la Pontificia Universidad Católica. Posteriormente realizó varios cursos de especialización en diversas instituciones sobre temas relacionados con la construcción.
Activo deportista, desde pequeño se interesó en el atletismo. Se destacó en salto de altura, consiguiendo el título de campeón sudamericano en 1961, y de Chile entre 1959 y 1963.
Hasta su venta en 2007, fue socio, director y gerente de finanzas y administración de la empresa constructora Moller y Pérez-Cotapos.
Entre 1994 y 1996 ejerció como presidente de la CChC.
Contrajo matrimonio con Pilar Guzmán Matta.